# Свободна държава Конго
Вижте пояснителната страница за други значения на Конго.
Свободната държава Конго е кралство, притежавано като частна собственост от белгийския крал Леополд II, което включва територията на днешната Демократична република Конго. Леополд II поставя дипломатическите, военни и икономически основи на своя контрол в региона още през 1877 и управлява страната изцяло от началото на 1885 до анексирането ѝ от Белгия през 1908.
При управлението на Леополд II Свободната държава Конго се управлява насилствено, като местните племена са подложени на масови убийства и на робски труд. Оценките за жертвите варират между три и двадесет и два милиона. От 1900 сведения за условията в Свободната държава Конго започват да се появяват в европейската и американската преса. През 1908 общественият натиск и дипломатическите маневри довеждат до края на управлението на Леополд II и до анексията на Конго като колония на Белгия под името Белгийско Конго.